# Galathea-Bay-Nationalpark
Der Galathea-Bay-Nationalpark ist ein Schutzgebiet in Indien. Es wurde 1992 ausgewiesen und ist 110 km² groß. Das Areal bildet mit dem Campbell-Bay-Nationalpark ein Biosphärenreservat auf Groß Nikobar.